# Linia kolejowa nr 659
Linia kolejowa nr 659 – odbudowywana pierwszorzędna, prawie w całości dwutorowa, zelektryfikowana linia kolejowa łącząca Będzin z Katowicami.
Linia biegnie równolegle do linii kolejowej nr 1 Warszawa Zachodnia – Katowice. Trwają na niej prace nad rozbudową o drugi tor i elektryfikacją. 
Do 2023 roku linia była wykreślona z ewidencji PKP PLK. W przeszłości była jednotorowa i niezelektryfikowana, biegła od stacji Będzin i kończyła bieg na stacji Sosnowiec Główny za torem manewrowym nr 3 oraz była wykorzystywana do obsługi bocznic znajdujących się między tymi stacjami.